# Enforcer
Az Enforcer svéd heavy/power metal együttes. 2004-ben alakultak meg Arvikában, eredetileg egyszemélyes projektként. Lemezeiket az Earache Records jelenteti meg.

## Tagjai
- Olof Wikstrand – ének (2004–), gitár (2004–2006, 2011–), basszusgitár (2004–2007), dobok (2004–2006)
- Jonas Wikstrand – dobok (2006–), basszusgitár (2007)
- Joseph Tholl – gitár (2008–), basszusgitár (2007–2008)
- Tobias Lindqvist – basszusgitár (2008–)

Korábbi tagok
- Adam Zaars – gitár (2006–2011)
- Jakob Ljungberg – dobok (2007)

## Diszkográfia
- Into the Night (2008)
- Diamonds (2010)
- Nightmare Over the UK (split lemez a Cauldronnal, 2010)
- Death by Fire (2013)
- From Beyond (2015)
- Zenith (2019)